# Nikon D3100
Die Nikon D3100 ist eine digitale Spiegelreflexkamera des japanischen Herstellers Nikon, die im September 2010 in den Markt eingeführt wurde. Der Hersteller richtete sie an Einsteiger-Fotografen.

## Technische Merkmale
Der 14,2-Megapixel-Bildsensor erlaubt Aufnahmen mit maximal 4608 × 3072 Pixeln. Er besitzt eine Größe von 23,1 mm × 15,4 mm (Herstellerbezeichnung DX-Format).
Die Kamera besitzt keinen eingebauten Fokussiermotor. Objektive, die an der Kamera betrieben werden sollen, müssen über einen eigenen Autofokusmotor verfügen, wenn automatisch fokussiert werden soll. Diese werden vom Hersteller als Zubehör angeboten.
Zur Bildverarbeitung in der Kamera dient ein Nikon-EXPEED-Bildprozessor.
Die Bilddaten werden auf eine SD Memory Card gespeichert.
Der „Guide-Modus“ zeigt dem Anwender beim Fotografieren mögliche Schritte für die Verbesserung der Einstellungen für das jeweilige Motiv, sodass er bei der Benutzung auch ohne Vorkenntnisse in die Fotografie eingeführt wird.
Weiterhin ist es möglich, einen GPS-Empfänger (etwa den Nikon GP-1) direkt an das Kameragehäuse anzuschließen. Die Kamera speichert die Positionsdaten im Exif-Bereich der Bilddateien im RAW- oder JPEG-Format ab und ermöglicht so eine Georeferenzierung der Bilder. Die GPS-Schnittstelle verarbeitet neben den GPS-Daten auch Kompassinformationen (engl. Heading). Diese Funktion kann mit Zubehör von Drittherstellern genutzt werden.
Die Kamera verfügt ferner auch über eine HD-Videofunktion mit automatischer Schärfenachführung.